# 1595
- Wikisource

| Calendário gregoriano                                                        | 1595 MDXCV                          |
| Ab urbe condita                                                              | 2348                                |
| Calendário arménio                                                           | 1044 – 1045                         |
| Calendário bahá'í                                                            | -249 – -248                         |
| Calendário budista                                                           | 2139                                |
| Calendário chinês                                                            | 4291 – 4292 Início a 9 de fevereiro |
| Calendário copta                                                             | 1311 – 1312                         |
| Calendário etíope                                                            | 1587 – 1588                         |
| Calendários hindus - Vikram Samvat - Calendário nacional indiano - Cáli Iuga | 1650 – 1651 1516 – 1517 4695 – 4696 |
| Calendário Holoceno                                                          | 11595                               |
| Calendário islâmico                                                          | 1003 – 1004                         |
| Calendário judaico                                                           | 5355 – 5356                         |
| Calendário persa                                                             | 973 – 974                           |
| Calendário rúnico                                                            | 1845                                |
| Calendário solar tailandês                                                   | 2138                                |

1595 (MDXCV, na numeração romana) foi um ano comum do século XVI do actual Calendário Gregoriano, da Era de Cristo, e a sua letra dominical foi A (52 semanas), teve início a um domingo e terminou também a um domingo.
| Ano completo                    |
| ------------------------------- |
| Ano comum com início ao domingo |

## Eventos
- 10 de Maio - Lançamento da primeira pedra do novo Colégio dos jesuítas, actual Palácio dos Capitães Generais de Angra, ilha Terceira, Açores.

## Nascimentos
- 26 de janeiro - Antonio Maria Abbatini, maestro e compositor italiano, m. 1679.

## Mortes
- 03 de Março - Heinrich Pantaleon, erudito, humanista, médico e historiador suíço (n. 1522).
- 14 de outubro - Owen Lewis, bispo católico galês (n. 1533).

## Epacta e idade da Lua
| Epacta gregoriana | 19      |
| Idade da Lua      | Letra u |

## Por tema
- 1595 no Brasil
- 1595 na literatura